# 禧福道
禧福道（英語：Hereford Road）在香港九龍城區九龍仔，由窩打老道至浸會大學道，全長384.1米。禧福道以英格蘭禧福郡（又稱赫里福德郡）命名。過海隧道巴士103線往竹園邨途經本路並設有巴士站，位於5－7號附近。

## 交界道路
- 劍橋道
- 牛津道
- 聯福道

## 沿路主要建築
- 新德園 （禧福道1號）
- 香港浸會大學李兆基傳理視藝樓（禧福道5號）
- 禮賢會彭學高紀念中學 （禧福道30號）